# Велика Багачка (футбольний клуб)
ФК «Велика Багачка» — аматорський футбольний клуб із смт Велика Багачка Великобагачанського району Полтавської області.
Виступав у чемпіонаті ААФУ 2007 року, Кубку ААФУ 2008 року.
Чемпіон Полтавської області 2006, 2007 (весна), 2007 (осінь), 2008, 2009 та 2010 років.
Володар Кубка Полтавської області 2008 та 2009 року.
- Власники — Володимир Журавель, Ігор Діденко
- Президент — Володимир Журавель
- Тренер — Олег Калюжний

Домашня арена — «Колос», смт Велика Багачка (2000 глядачів)

## Відомі гравці
- Руслан Левига
- Микола Федорішин